# ФК Полесие
ФК „Полесие“ (на украински: Футбольний клуб
„Полісся“ Житомир) е футболен клуб от град Житомир, Житомирска област, Украйна.
Клубът играе в Украинската висша лига. Домакинските си мачове играе на стадион „Централен“ (5 928 места).

## История
Основан в Житомир през 1959 година от областния съвет на спортно дружество „Авангард“. От 1960 година започва участията си в първенството на СССР (клас Б) с името „Полесие“, но представящо името на „Спартак“. След това променя имената си няколко пъти.
Отборът дебютира в украинската премиер лига през сезон 2023/24, като победител в Първа лига предишния сезон (2022/23).

## Предишни имена
| Години      | Име                         |
| ----------- | --------------------------- |
| 1959 – 1960 | „Авангард“                  |
| 1960 – 1966 | „Полесие“ Полісся           |
| 1967 – 1976 | „Автомобилист“ Автомобіліст |
| 1977 – 1988 | „Спартак“                   |
| 1989 – 1991 | „Полесие“ Полісся           |
| 1992 – 1997 | „Химик“ Хімік               |
| 1997 – 2005 | „Полесие“ Полісся           |
| 2016 – 2017 | „МФК „Житомир““             |
| 2017 –      | „Полесие“ Полісся           |

## Успехи
СССР
- Шампионат на Украинска ССР
  -  Шампион (1): 1967
  -  Сребърен медалист (2): 1973, 1975
- Купа на Украинска ССР
  -  Носител (2): 1972, 1990
  -  Финалист (1): 1974
- Шампионат на Житомирска област
  -  Шампион (1): 1958

 Украйна
- Купа на Украйна
  - 1/2 финалист (1): 2021/22
- Първа лига (2 ниво)
  -  Шампион (1): 2022/23
- Втора лига (3 ниво)
  -  Шампион (1): 2000/01
- Купа на Втора лига
  -  Носител (1): 2000/01